# Улица Костычева (Рязань)
Улица Костычева находится в Московском районе города Рязани. Пересекается с улицами Птицеводов, Новаторов и Крупской. Названа 18 ноября 1975 года в честь Павла Андреевича Костычева, одного из основоположников современного почвоведения.

## Важные социальные объекты
- Главный корпус Рязанского государственного агротехнологического университета имени П. А. Костычева
- Библиотека № 9 (дома 4/1 и 14)[3]
- Поликлиника № 6[4]
- Приёмная граждан МУП «РМПТС»[5]
- Школа № 60/61[6]
- Школа-интернат № 26[7]
- Детский сад № 134[8]

## Транспорт
На улице Костычева одностороннее движение общественного транспорта: по улице транспорт следует от перекрёстка около ТЦ «Александровский» через перекрёсток с улицей Птицеводов до перекрёстка с улицей Новаторов около Молодёжного рынка.
По улице Костычева следует транспорт:
- Автобусы — № 7,7А
- Маршрутные такси (коммерческие автобусы) — № 42, 68, 71, 95.